# اعلامیه ۲۹ ژوئن
اعلامیه ۲۹ ژوئن (کره‌ای: ۶٫۲۹ 선언; هانجا: 六二九宣言; لاتین‌نویسی اصلاح‌شده: Yug-igu seoneon), با عنوان رسمی اعلامیه ویژه برای هماهنگی بزرگ ملی و پیشرفت به سوی یک ملت بزرگ (کره‌ای: 국민들의 민주화와 직선제 개헌요구를 받아들여 발표한 특별선언), سخنرانی روه تای-وو، نامزد ریاست جمهوری حزب حاکم عدالت در ۲۹ ژوئن ۱۹۸۷ بود. در این اعلامیه، او وعده اعطاء امتیازات قابل توجه ای به مخالفان حکومت فعلی داد که برای برقراری دموکراسی خیزش دموکراتیک ژوئن را شروع کرده بودند. روه در انتخابات ریاست جمهوری آزاد آن سال پیروز شد که اولین انتخابات آزاد در پانزده سال اخیر در کره جنوبی بود.
اعلامیه ۲۹ ژوئن در تاریخ‌نگاری مردم‌سالاری شدن کره جنوبی مهم است. به عقیده برخی، اعلامیه ۲۹ ژوئن نقطه عطف مهمی در برقراری دموکراسی بوده‌است.
این اعلامیه شامل هشت مورد بود که روه تای-وو آنها را وعده داد:
- اصلاح قانون اساسی کره جنوبی برای انتخاب مستقیم رئیس‌جمهور؛
- بازنگری در قانون انتخابات ریاست جمهوری جهت تضمین نامزدی آزاد و انتخابات رقابتی واقعی؛
- اعطای عفو عمومی برای زندانیان سیاسی، از جمله کیم دای جونگ؛
- حفظ کرامت انسانی و گسترش حق قرار احضار زندانی.
- لغو قانون مطبوعات و بازگرداندن آزادی رسانه؛
- تقویت استقلال محلی و آموزشی؛
- حرکت فضای سیاسی به سمت گفتگو و سازش؛
- دستیابی به اصلاحات اجتماعی اساسی.[۴]

این اعلامیه اواخر همان سال با اعلام قانون اساسی جمهوری ششم کره در ماه اکتبر تحقق یافت.